# Hazor

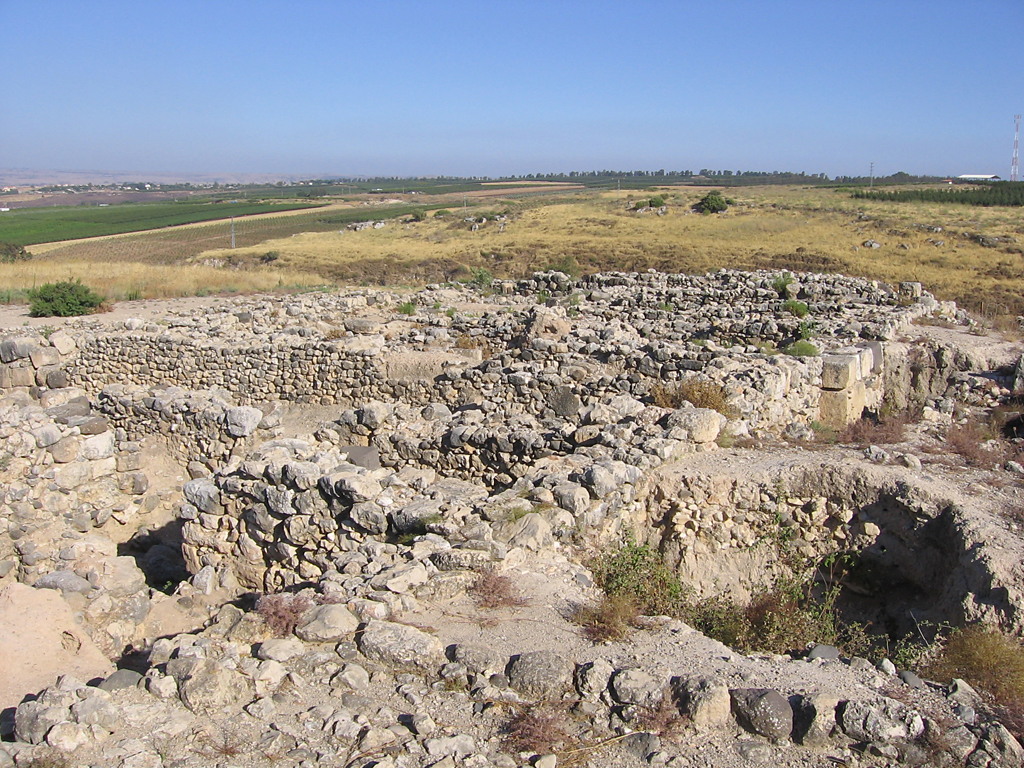
Hazor 2005.

Hazor är en ruinhög av en forntida stad i Israel som ligger 16 km norr om Galileiska sjön. Höjden är den största och rikaste arkeologiska utgrävningsplatsen i Israel och är ett av de bästa exemplen i Levanten av väl utarbetade underjordiska vattenuppsamlingssystem från järnåldern, gjorda för att räcka till tätbefolkade samhällen. Spåren av konstruktion över årtusendena visar på förekomsten av centraliserad myndighet, fruktbart jordbruk och kontroll av viktiga handelsvägar. 
Hazor hade ett strategiskt viktig läge vid den viktigaste internationella vägen i Mellanöstern, Via Maris, den gamla kustvägen som förband Egypten med Damaskus och Orienten. Under bronsåldern var det uppskattade antalet kanaaneiska invånare omkring 40.000. De arkeologiska utgrävningarna har avslöjat bostäder i 22 lager och omfattar en period om 2.700 år med början från den tidigare bronsåldern under 29:e århundradet f.Kr. fram till den hellenistiska perioden under 2:a århundradet f. Kr. Utgrävningar i större skala har genomförts 1955-1958, 1968-1969 och återupptogs 1990.
Hazor upptogs 2005 i Unescos världsarvslista.

## Historia

### Tidig och mellanbronsålder
De tidigaste bosättningarna vid Hazor har daterats till den tidiga bronsåldern mellan 2700 och 2300 f.Kr. och utgjorde då tillsammans med Abel Beth Maachah, Dan och Kedesh del av bosättningarna runt Huladalen. Hazor verkar ha uppförts som stad redan från början och var sannolikt byggd i och med ökad urbanisering i Huladalen under 2700-talet f.Kr.. Under slutet av 2000-talet f.Kr. övergavs flera av städerna i Kanaan och stora delar av befolkningen återgick till att leva i mindre byar. Hazor verkar dock ha undkommit detta öde och arkeologiska utgrävningar visar att staden fortfarande var bebodd under perioden. På 1700-talet f.Kr. hade Hazor blivit ett vasallkungadöme till Qatna och staden omnämns som en viktig handelsstad i skrifter från både Egypten och Mari.

### Sen bronsålder
På 1400-1300-talet f.Kr. blev Hazor liksom flera andra kananitiska stater en del av det egyptiska imperiet. De skall dock snabbt ha gått över till Habirufolken som under perioden plundrade delar av Kanaan. I gamla testamentet omnämns Hazor i berättelserna om Josua. Hazor var då styrt av kung Jabin som skapade en allians av kananitiska folkslag för att besegra Josua och hans israeliter. Den kananitiska armén marscherade mot Josua under Jabins bäste befälhavare Sisera men de krossades av israeliterna. Josua intog sedan Hazor och staden brändes till grunden. Sanningshalten i berättelsen, liksom hela det israelitiska erövrandet av Kanaan, är dock omdebatterad. 
Arkeologen Israel Finkelstein har till exempel lagt fram teorin om att Israeliterna uppstod som en subkultur i det kananitiska samhället och att någon militär israelitisk erövring av Kanaan aldrig inträffat. Istället har den israeliska berättartraditionen tagit flera olika händelser och slag mellan diverse folkslag och grupper i Kanaan och sammanställt dem under en enda konung, nämligen Josua.
Utgrävningar av Hazor visar dock att staden faktiskt blivit nedbränd runt på 1200-talet f.Kr. och att konungen under den tiden hette Ibni Addi vilket enligt arkeologen Amnon Ben-Tor på hebreiska kan ha blivit Yavin och sedan förvrängts till Jabin. Amnon Ben-Tor menar vidare att det faktum att staden bränts ned på 1200-talet bekräftar bibelns historia om Josua. Sharon Zuckerman som var med vid Ben-Tor's utgrävningar menar dock att Hazors förstörelse saknar tecken på belägring och lägger istället fram teorin att det var inre stridigheter i staden som ledde till dess förstörelse. Israel Finkelstein menar att staden brändes ned av sjöfolken under bronsålderskollapsen vilket var det öde som drabbade de flesta städerna i Kanaan under perioden. 

### Israelitiska Hazor
Efter förstörelsen verkar Hazor ha återuppstått som en mindre by i Naphtali's territorier. Enligt kungaböckerna skall kung Solomon (970–931 f.Kr.) ha byggt upp staden igen och han byggde även nya murar. Utgrävningar visar att Hazor under den tidiga järnåldern faktiskt fick nya murar och administrativa byggnader och att arkitekturen som användes där även användes för att återbygga Megiddo och Gezer. Även om forna israelitiska källor påstår att kung Solomon låtit uppföra dessa tyder arkeologiska fynd på att de uppfördes under 800-talet f.Kr. vilket i sådant fall innebär att Omridesdynastin härskade.
På slutet av 800-talet f.Kr. föll Hazor till det arameiska Damaskus och det är möjligt att det var de som lät återuppföra staden. I så fall skall Hazor ha förblivit en by under kungadömet Israel. När Damaskus erövrades av Assyrierna splittrades det arameiska riket och Hazor återgick än en gång till Israel som blev en Assyrisk vasallstat. Under den Assyriska perioden var Hazor åter igen en viktig handelsstad och nya storslagna byggnader uppfördes. På 730-talet f.Kr. gjorde israeliterna uppror mot Assyrierna och ett försök att stärka Hazors murar gjordes. Staden föll dock 732 f.Kr. för den Assyriska armén ledda av Tiglath-Pileser III och brändes. Efter det återuppstod Hazor som en mindre by och förblev så fram tills det att den övergavs på 100-talet f.Kr.

## Bilder

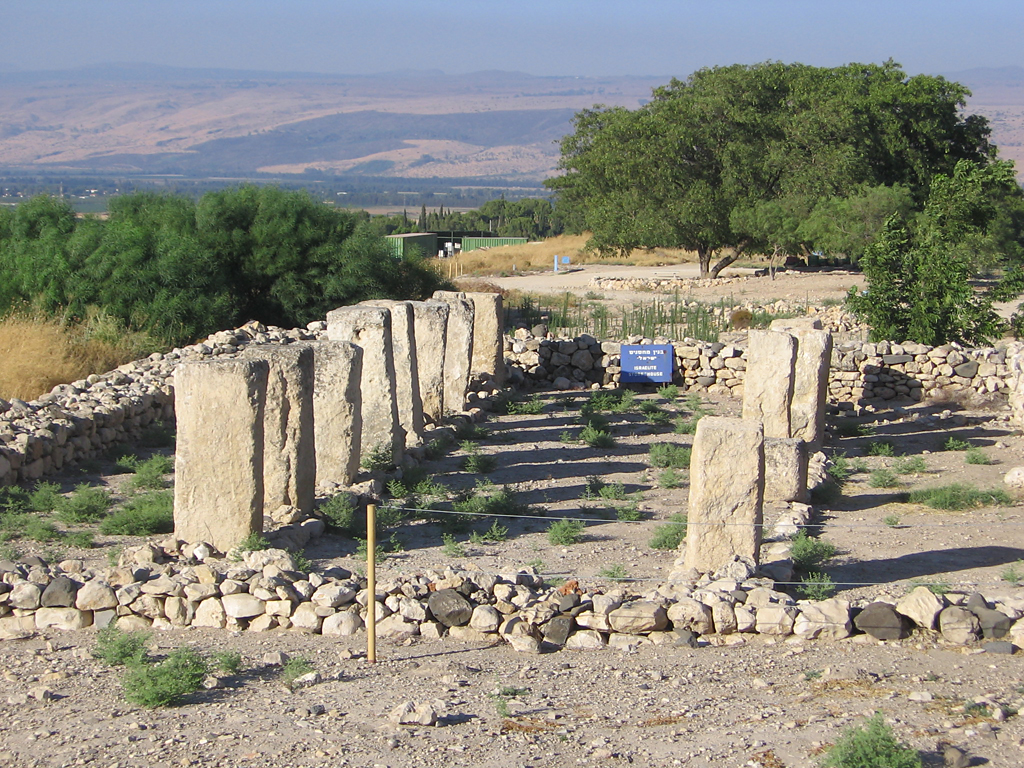
Pelarhuset i Hazor.
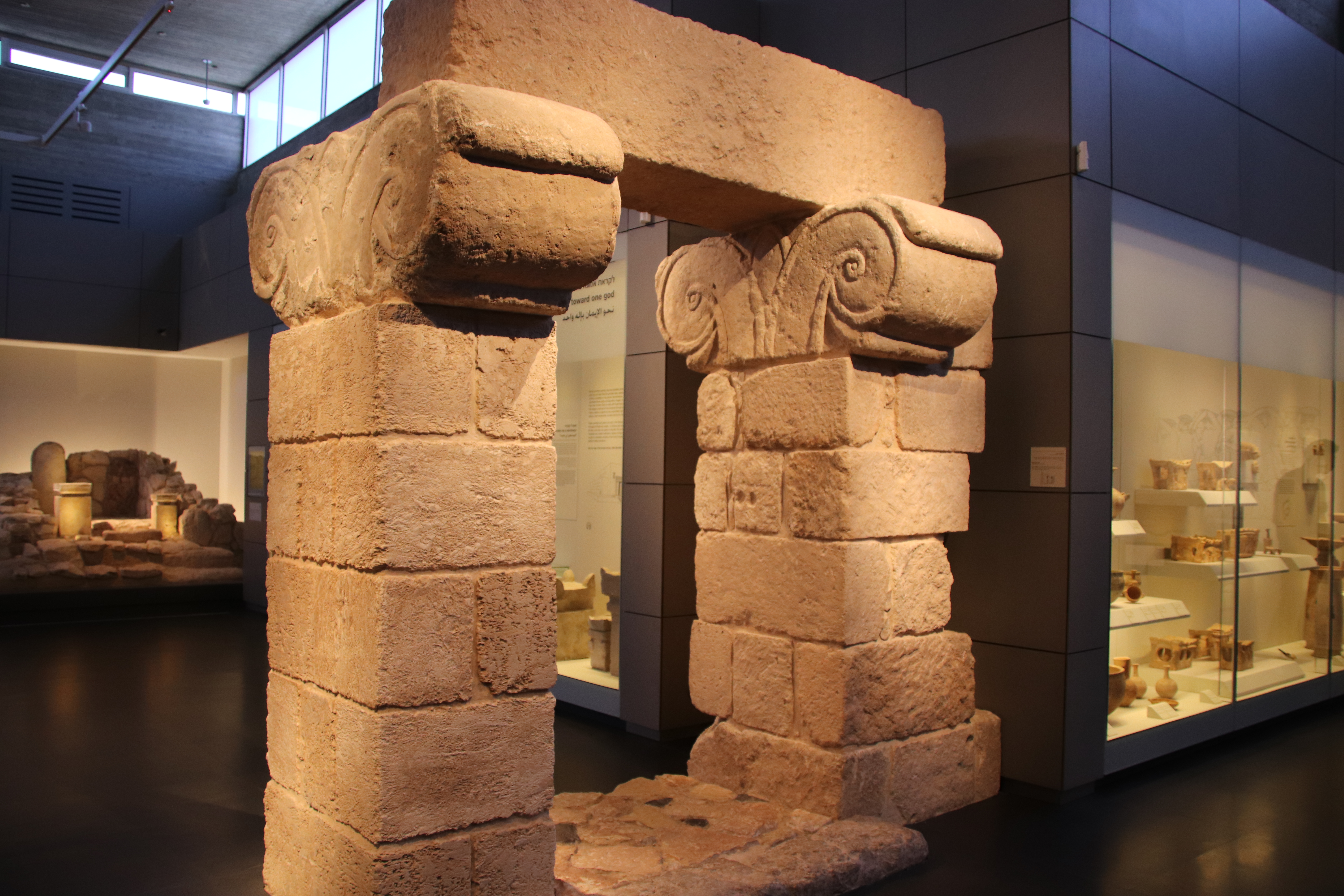
Porten till kungapalatset. Idag i Israel Museum, Jerusalem.
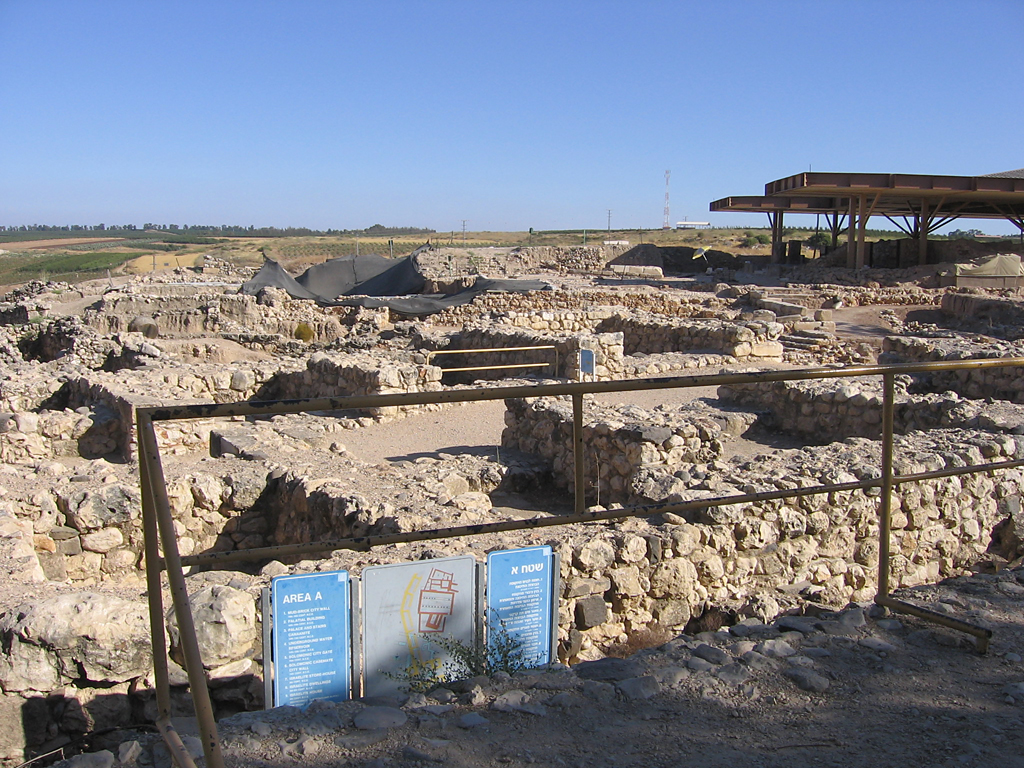
Solomonporten vid Hazors stadsmur.
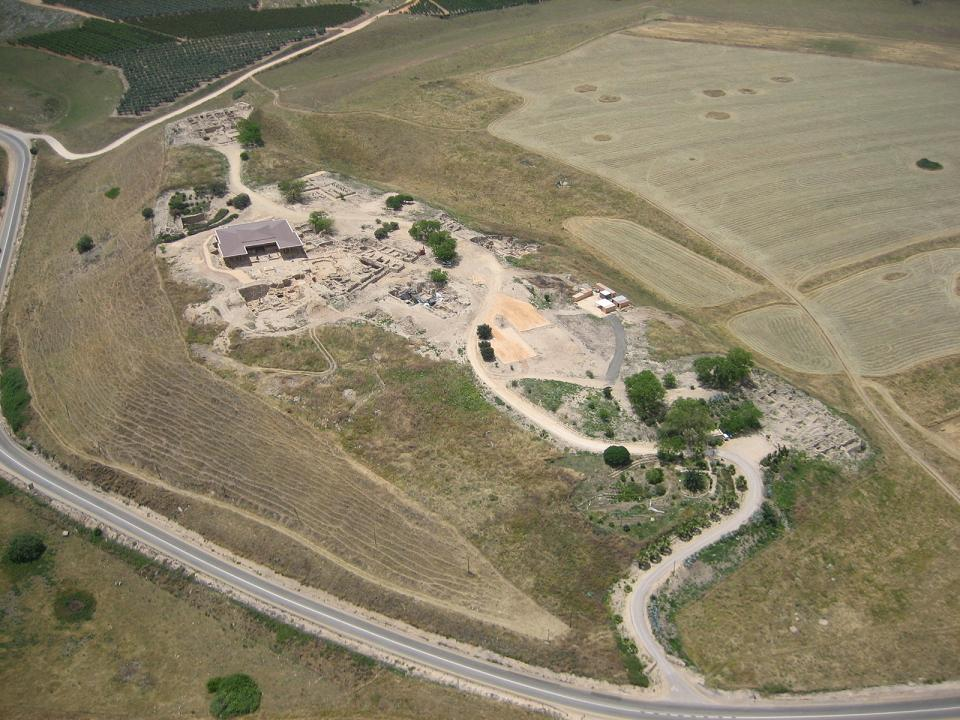
Flygfoto över utgrävningarna vid Tel-Hazor.